# Engin Eroglu
Engin Eroglu (ur. 12 lutego 1982 w Schwalmstadt) – niemiecki polityk i samorządowiec tureckiego pochodzenia, przewodniczący Wolnych Wyborców w Hesji, deputowany do Parlamentu Europejskiego IX i X kadencji.

## Życiorys
Urodził się w Niemczech w rodzinie tureckich gastarbeiterów, obywatelstwo niemieckie uzyskał w 2005. Po ukończeniu szkoły średniej kształcił się w zawodzie urzędnika bankowego. Pracował w kasie oszczędnościowej i jako doradca w branży nieruchomości. Później zajął się prowadzeniem własnej działalności gospodarczej.
Działał w Zielonych, zasiadał we władzach powiatowych partii i przewodniczył jej młodzieżówce Grüne Jugend w Hesji. Został wybrany z ramienia tej formacji do rady powiatu Schwalm-Eder. W 2012 zrezygnował z członkostwa w partii. Dołączył później do Wolnych Wyborców, objął funkcję przewodniczącego tego ugrupowania w Hesji. W wyborach w 2019 uzyskał mandat eurodeputowanego IX kadencji. Z powodzeniem ubiegał się o poselską reelekcję w 2024.